# نادي موناغاس
نادي موناغاس الرياضي هو فريق كرة قدم فنزويلي محترف يتنافس في الدوري الفنزويلي الممتاز. يقع مقر النادي في ماتورين. الملعب الرئيسي للنادي هو ملعب مونومنتال دي ماتورين.